# Clos Lucé

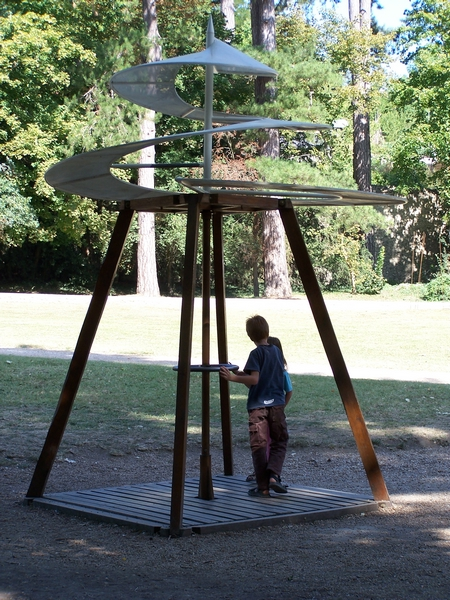
Prototipo del "primer" helicóptero

Clos-Lucé es un château-mansión francés, en el departamento de Indre y Loira, y está englobado en el conjunto de Castillos del valle del Loira (fr. Châteaux de la Loire). Clos Lucé es su nombre actual; es conocido por haber servido durante mucho tiempo como casa solariega de la familia Cloux.

## Descripción
El caserón de esta mansión  se halla en Amboise, Francia, a sólo 500 metros del castillo de Amboise, con el que además está comunicado por un pasaje subterráneo.[cita requerida] Fue construido por Étienne le Loup a mediados del siglo XV y adquirido en 1490 por el rey Carlos VIII de Francia para su mujer, Ana de Bretaña. Más tarde, fue utilizado por el rey Francisco I, así como por su hermana, Margarita de Navarra, de la que se sabe que empezó a escribir su libro Heptamerón cuando vivía allí [cita requerida].
En esta mansión pasó Leonardo da Vinci los últimos tres años de su vida, entre 1516 y el día en que falleció, el 2 de mayo de 1519; una semana después hubiera cumplido los 67 años de edad. En sus últimos momentos estuvo alejado de Salai y acompañado de su alumno Francesco Melzi y no, como relata Vasari, en brazos de Francisco I, rey de Francia. Curiosamente, en la cabecera de su cama, que todavía reposa en la misma habitación de la mansión, también se encontraba su retrato de la Madonna Elisa Gherardini, mujer del marqués de Giocondo, la celebrada Mona Lisa [cita requerida]. En los sótanos de este edificio es posible observar los numerosos modelos dibujados por Leonardo, como un tanque, un puente de asedio o el precursor de un helicóptero. En los jardines, de los que se dice que se conservan casi como en 1519,[cita requerida] se han instalado maquetas de algunas de las piezas de ingeniería que Leonardo imaginó, adelantándose hasta en cuatro siglos.
Forma parte del conjunto de castillos del Loira que fueron declarados Patrimonio de la Humanidad por la Unesco en 2000.